# 더비체인
《더비체인》(영어: TheBchain)은 블록체인 미디어 플랫폼(Blockchain Media Platform)의 줄임말로 블록체인 및 암호화폐를 전문적으로 다루는 온라인 매체다.
더비체인은 전자신문과 디지털타임스, 머니투데이 등에서 경력을 쌓은 전문기자들이 모여 2017년 6월 15일 설립했다. 회사는 서울특별시 종로구 세종대로 149 광화문빌딩에 있으며, 대표는 장윤옥이 맡고 있다.
더비체인 홈페이지에 따르면 더비체인은 속보보다 블록체인을 분석하고 그 기술이 가져올 미래를 예측하는데 초점을 맞추고 있다. 더비체인은 블록체인의 미래를 읽을 수 있도록 ‘제대로 된 뉴스’, ‘가치있는 뉴스’. ‘소통하는 뉴스’를 제공하는 것이 목표다.